# Thiên hoàng Tenji
Thiên hoàng Thiên Trí (天智天皇 (Thiên Trí thiên hoàng)/ てんちてんのう Tenji-Tennō, 626 – 7 tháng 1, 672) là vị Thiên hoàng thứ 38 của Nhật Bản theo danh sách thiên hoàng truyền thống.
Thời đại của ông bắt đầu từ năm 668 đến khi ông qua đời vào năm 672, nhưng trên thực tế đã bắt đầu từ năm 661 sau khi mẹ của ông là Tề Minh Thiên hoàng băng hà. Ông là người khá tích cực trong việc cải cách quân đội Nhật Bản sau Cải cách Taika, và việc dời đô về Tỉnh Ōmi.

## Cuộc đời

### Nhiếp chính
Trước khi lên ngôi, tên của ông là Naka no Ōe no Ōji (中大兄皇子; Trung Đại Huynh hoàng tử), con trai của Thư Minh Thiên hoàng và Tề Minh Thiên hoàng. Sau vị Thiên hoàng huyền thoại Ứng Thần Thiên hoàng, ông là người đầu tiên và cũng là trường hợp rất ít trong lịch sử Nhật Bản mà cha lẫn mẹ đều là Thiên hoàng. Khi còn là Hoàng tử, Naka no Oe đóng một vai trò quan trọng trong việc chấm dứt sự cai trị độc tài của gia tộc Soga (蘇我; Tô Ngã).
Năm 644, nhận thấy quyền lực của họ Soga lên cao vượt quá tầm kiểm soát, ông đã liên kết với Fujiwara Kamatari (藤原鎌足; Đằng Nguyên Liêm Túc) và Soga no Kurayamada no Ishikawa no Maro (蘇我倉山田石川麻呂; Tô Ngã Thương Sơn Điền Thạch Xuyên Ma Lữ) làm cuộc Chính biến Ất Tỵ (乙巳の変; Isshi no Hen) vào tháng 7 năm 645, lật đổ và giết hại Soga no Iruka (蘇我入鹿; Tô Ngã Nhập Lộc) ngay tại tư dinh.
Cuộc chính biến diễn ra thành công khiến cha của Iruka là Soga no Emishi (蘇我蝦夷; Tô Ngã Hà Di) đã tự sát ngay sau đó (ngày 11 tháng 7) và mẹ ông là Tề Minh Thiên hoàng phải thoái vị. Giữa tháng 7 năm đó, sau khi các nhóm người của dòng họ Soga phân tán hết, Naka no Oe quyết định kết hôn với con gái của Soga no Kurayamada để đảm bảo lôi kéo sự ủng hộ của gia tộc Soga về phía ông.

### Cai trị
Lúc còn sống, Tề Minh Thiên hoàng đã chỉ định Naka no Oe làm người kế vị. Sau khi Thiên hoàng băng hà, Hoàng tử Naka no Oe không lên kế vị mà giữ vai trò nhiếp chính. Trong thời gian này, ông cho tiến hành dời đô tới Tỉnh Ōmi, thành lập nên Đại Tân kinh (大津京).
Năm 661, người dân Bách Tế và tướng Hắc Xỉ Thường Chi (Heukchi Sangji), Phúc Tín (Boksin) lập vua mới là Phù Dư Phong (từ Nhật Bản đưa về) lên ngôi, lại nổi dậy kháng Đường (đời vua Đường Cao Tông).
Năm 662, Thiên hoàng lệnh cho Kamatari cùng các đồng sự biên soạn bộ Luật Omi (近江令; Cận Giang lệnh), bộ luật đầu tiên của nước Nhật. Luật Omi gồm 22 quyển, về sau đó được sửa chữa và ban hành vào năm trị vì cuối cùng của ông (672). Tuy bộ luật này thất lạc, nhưng nó là nguồn gốc để các nhà làm luật pháp Nhật Bản soạn tiếp bộ luật Asuka Kiyomihara Ritsu-ryo (飛鳥淨御原令; Phi Điểu Tịnh Ngự Nguyên lệnh) vào năm 689; và những bộ luật này là tiền thân của bộ luật Taihō Ritsu-ryo (大宝律令; Đại Bảo luật lệnh) sẽ ban hành năm 701 về sau.
Cuối năm 662 Thiên hoàng Tenji lệnh cho 27.000 quân Nhật Bản do Abe no Hirafu (阿部比羅夫; A Bộ Bỉ La Phu) chỉ huy sang bán đảo Triều Tiên tham chiến cùng tàn dư Bách Tế chống lại quân Đường và quân Tân La do Kim Yu-shin chỉ huy. Lần đầu tiên lịch sử, quân đội Trung Quốc và Nhật Bản giao chiến với nhau. Tướng Phúc Tín dẫn tàn dư Bách Tế và Abe no Hirafu dẫn quân Nhật Bản liên tục tấn công vào nơi đóng quân của liên quân Tân La - Đường. Liên quân Tân La - Đường sau đó phản công lại và bao vây tàn dư Bách Tế và quân Nhật Bản tại một thành trì được gọi là thành Chu Lưu (Juryu, 주류성, 周留城). Tại thời điểm này, Phúc Tín dường như đã phản bội tàn dư Bách Tế. Phúc Tín đã giết chết nhà sư Dochim của tàn dư Bách Tế và tìm cách giết cả vua Phù Dư Phong. Tuy nhiên, Phù Dư Phong đã giết Phúc Tín trước và đào thoát đến Cao Câu Ly. Tàn dư Bách Tế khi đó do Hắc Xỉ Thường Chi chỉ huy. Tháng 8 năm 663, quân Đường và quân Tân La của Kim Yu-shin hoàn toàn đánh bại được tàn dư thế lực của Bách Tế và quân Nhật Bản tham chiến trên sông Hakusonkô (Bạch Thôn Giang, Nhật gọi là Hakusuki no E) ở Bách Tế. Trong trận này, tướng dưới quyền Hắc Xỉ Thường Chi là Yong Sak đã phản bội tàn dư Bách Tế khi quy hàng quân Đường nhưng Hắc Xỉ Thường Chi vẫn tiếp tục tiến lên đánh bại một số đội quân nhà Đường. Hắc Xỉ Thường Chi sau đó quy hàng quân Đường và được giải sang nhà Đường. Quân Nhật Bản thua xiểng liểng phải rút chạy về Nhật Bản.
Năm 668, Thiên Trí Thiên hoàng chính thức lên kế vị. Ông đặt tên cho hoàng cư mới của mình là Phi Điểu Tịnh Ngự Nguyên Cung (飛鳥淨御原宮).
Sách Nhật Bản Thư Kỷ có đề cập một thứ nước dễ cháy mà Thiên Trí Thiên hoàng sử dụng để làm nghi lễ tại Tỉnh Echigo (nay thuộc quận Niigata). Tuy nhiên, lễ nghi này bị hoãn do Thiên hoàng lo xây lăng mộ cho mình. Khi lăng mộ xây xong, ông đã không còn thì giờ chọn người kế vị.

### Vấn đề kế vị
Năm 672, ngày 7 tháng 1, Thiên Trí Thiên hoàng băng hà, hưởng thọ 46 tuổi. Ông được an táng tại Sơn Khoa lăng (山科陵).
Triều đình nổ ra vụ tranh chấp thừa kế giữa mười bốn đứa con của ông. Cuối cùng Hoàng tử Otomo lên ngôi, sử gọi là là Hoằng Văn Thiên hoàng.
Trong 8 tháng cai trị, Hoằng Văn Thiên hoàng được các quý tộc chống lại Cải cách Taika hết lòng che chở, chống lại phe cải cách của Hoàng tử Oama, em trai của Thiên Trí Thiên hoàng. Tại Trận Sekigahara diễn ra vào tháng 8 năm 672, quân của Hoàng tử Oama đại thắng. Theo bộ sử Nhật Bản Thư Kỷ, Hoằng Văn Thiên hoàng sau khi thất bại đã treo cổ tự sát ở Yamazaki (nay thuộc Kyôto).
Sau đó, Hoàng tử Oama lên ngôi, tức Thiên Vũ Thiên hoàng.

### Quan lại
- Đại Hữu hoàng tử (大友皇子), kiêm nhiệm 671 - 672[3].
- Fujiwara no Kamatari (藤原鎌足; Đằng Nguyên Liêm Túc; 614 - 669), kiêm nhiệm 645 - 669[3].

## Gia đình
Thiên Trí Thiên hoàng có nhiều phi tần và 16 người con:
- Hoàng hậu: Uy Cơ vương (倭姫王, やまとひめのおおきみ), con gái của Hoàng tử Furuhito no Ōe (古人大兄皇子, ふるひとのおおえのみこ), là con trai thứ của Thư Minh Thiên hoàng.
- Phu nhân: Tô Ngã Viễn Trí nương (遠智娘, おちのいらつめ), con gái của Soga no Kurayamada no Ishikawa no Maro.
  - Hoàng nữ Ota, Đại Điền hoàng nữ (大田皇女, おおたのひめみこ), sau kết hôn với Thiên Vũ Thiên hoàng.
  - Hoàng nữ Uno no Sarara (鸕野讃良皇女, うののさららのひめみこ), tức Trì Thống Thiên hoàng.
  - Hoàng tử Takeru (建皇子, たけるのみこ).
- Phu nhân: Tô Ngã Điệt nương (姪娘, めいのいらつめ), con gái của Soga no Kurayamada no Ishikawa no Maro.
  - Hoàng nữ Minabe, Ngự Danh Bộ hoàng nữ (御名部皇女, みなべのひめみこ), kết hôn với Hoàng tử Takechi (高市皇子, たけちのみこ), là con trai của Thiên Vũ Thiên hoàng.
  - Hoàng nữ Abe (阿閇皇女, あへのひめみこ), tức Nguyên Minh Thiên hoàng.
- Phu nhân: Tô Ngã Thường Lục nương (常陸娘, ひたちのいらつめ), con gái của Soga no Akae (蘇我赤兄, Tô Ngã Xích Huynh).
  - Hoàng nữ Yamabe, Sơn Biên hoàng nữ (山辺皇女, やまべのひめみこ), kết hôn với Hoàng tử Ōtsu (大津皇子, おおつのみこ), con trai của Thiên Vũ Thiên hoàng.
- Phu nhân: A Bộ Quất nương (阿部橘娘, たちばなのいらつめ), con gái của Abe no Kurahashimaro (阿倍内麻呂, A Bộ Nội Ma Lữ).
  - Hoàng nữ Asuka, Minh Nhật Hương hoàng nữ (明日香皇女, あすかのひめみこ), kết hôn với Hoàng tử Osakabe (忍壁皇子, おさかべ の みこ), con trai của Thiên Vũ Thiên hoàng.
  - Hoàng nữ Niitabe, Tân Điền Bộ hoàng nữ (新田部皇女, にいたべのひめみこ), kết hôn với Thiên Vũ Thiên hoàng.
- Phu nhân: Đạo Quân y La Đô Mại (道君伊羅都賣, いらつめ).
  - Hoàng tử Shiki (志貴皇子, しきのみこ), cha của Quang Nhân Thiên hoàng.
- Thái nữ: Trạch Tử nương (宅子娘, やかこのいらつめ).
  - Hoàng tử Otomo (大友皇子, おおとものみこ), tức Hoằng Văn Thiên hoàng.
  - Hoàng tử Abe (阿閇皇子, あべのみこ).
  - Hoàng nữ Aga, A Nhã hoàng nữ (阿雅皇女, あがのひめみこ).
- Cung nhân: Nhẫn Hải Tạo Sắc Phu Cổ nương (忍海造色夫古娘, しこぶこのいらつめ).
  - Hoàng tử Kawashima (川島皇子, かわしまのみこ).
  - Hoàng nữ Oe, Đại Giang hoàng nữ (大江皇女, おおえのひめみこ), kết hôn với Thiên Vũ Thiên hoàng.
  - Hoàng nữ Izumi, Tuyền hoàng nữ (泉皇女, いずみのひめみこ).
- Cung nhân: Lật Ôi Thủ Hắc Viện nương (栗隈首黑媛娘, くろひめのいらつめ).
  - Hoàng nữ Minushi, Thủy Chủ hoàng nữ (水主皇女, みぬしのひめみこ).